# Трнава Хора
Трнава Хора (слч. Trnavá Hora) насељено је мјесто са административним статусом сеоске општине (слч. obec) у округу Жјар на Хрону, у Банскобистричком крају, Словачка Република.

## Становништво
| Година:    | 1994. | 2004.   | 2014.   | 2024.   |
| ---------- | ----- | ------- | ------- | ------- |
| Број људи: | 1130  | 1137    | 1203    | 1257    |
| Разлика:   |       | +0,61 % | +5,80 % | +4,48 % |

| Година:    | 2023. | 2024.   |
| ---------- | ----- | ------- |
| Број људи: | 1256  | 1257    |
| Разлика:   |       | +0,07 % |

Према подацима о броју становника из 2011. године насеље је имало 1.175 становника.